# Mario Mauro
Mario Walter Mauro (ur. 24 lipca 1961 w San Giovanni Rotondo) – włoski polityk, poseł do Parlamentu Europejskiego i senator, od 2013 do 2014 minister obrony.

## Życiorys
Ukończył w 1985 studia z zakresu filozofii i literaturoznawstwa na Università Cattolica del Sacro Cuore w Mediolanie. Pracował jako nauczyciel historii. Zaangażował się w działalność organizacji katolickich, w tym w ramach ruchu Comunione e Liberazione.
W 1999, 2004 i 2009 uzyskiwał mandat posła do Parlamentu Europejskiego z ramienia partii Forza Italia (przekształconej w 2009 w Lud Wolności). Pełnił funkcję wiceprzewodniczącego PE, zasiadał we frakcji Europejskiej Partii Ludowej.
W 2013 odszedł z Europarlamentu w związku z wyborem do Senatu XVII kadencji z ramienia koalicji Z Montim dla Włoch, do której przeszedł z Ludu Wolności. 27 kwietnia 2013 ogłoszono jego nominację na urząd ministra obrony w gabinecie Enrica Letty. Stanowisko to objął następnego dnia. W tym samym roku założył własne ugrupowanie pod nazwą Popolari per l’Italia. Funkcję ministra pełnił do 22 lutego 2014. W 2017 dołączył do senackiej frakcji Forza Italia.